# زليخة تشودري
زليخة تشودري هي مخرجة مسرحية ومصممة إضاءة، تقيم في نيودلهي ومومباي بالهند. كما أنها أستاذة زائرة في أكاديمية الفنون الدرامية والتصميم بنيودلهي.

## التعليم والحياة المبكرة
في عام 1995، حصلت زليخة تشودري على تخصص في الإخراج المسرحي وتصميم الإضاءة من كلية بينينغتون في فيرمونت بالولايات المتحدة الأمريكية. هي أيضا حفيدة المخرج المسرحي الهندي البارز إبراهيم حمد القاضي، وابنة المخرجة المسرحية الهندية أمل ألانا.

## العمل
تُثري تجاربها مع الفضاء والسرد أعمالها على نطاق واسع. يبحث عملها في طبيعة الأداء في حد ذاته. كان أول إنتاج مسرحي رئيسي لها هو "ليلة عربية" لرولان شيميلبفينيغ. في عام في 2006، افتُتح الإنتاج في استوديوهات خوج بنيودلهي. كما عُرض مرة أخرى في مهرجان سيول للفنون الأدائية بسيول في عام 2007. واصلت زليخة تشودري هذا الأسلوب في مشروعها التالي "عن الرؤية"، والمستند على قصة هاروكي موراكامي القصيرة، في عام 2008، عُرض في استوديوهات خوج بنيودلهي ومهرجانات مسرحية متنوعة وبمتحف "إسل" بفيينا في عام 2010. كان أحدث مشروع لها هو "شوهد في إسكندر آباد". في عام 2011، عُرض المشروع لأول مرة في بروكسل.

## الحياة الشخصية
كانت زليخة تشودري متزوجة سابقًا من الممثل مانيش تشودري. خلال فترة زواجهما، تعاونا في إنتاج العديد من الأعمال.